# 二川玉篠
二川 玉篠（ふたがわ ぎょくじょう、1805年（文化2年）- 1865年5月22日（慶応元年4月28日））は、幕末の女流書家で歌人、画家。本名は二川瀧子。

## 来歴
父は福岡藩士の料理人であり、書家でもある二川相近。10歳年上で異母姉の鶴子は歌人、異母兄の簱雄は1797年（寛政9年）に幼くして亡くなった。義兄方作は父の門下にあった書家で、典医鶴原家から姉が40歳のころに養嗣に迎えた。幸之進と名付けた息子があった。

## 人物
記憶力に優れた姉の鶴子はもっぱら家内で父の助手を務め、瀧子は家にこもる父と社会を結ぶ役割を果たしたと伝わる。

### 筑前五女・筑前三閨秀

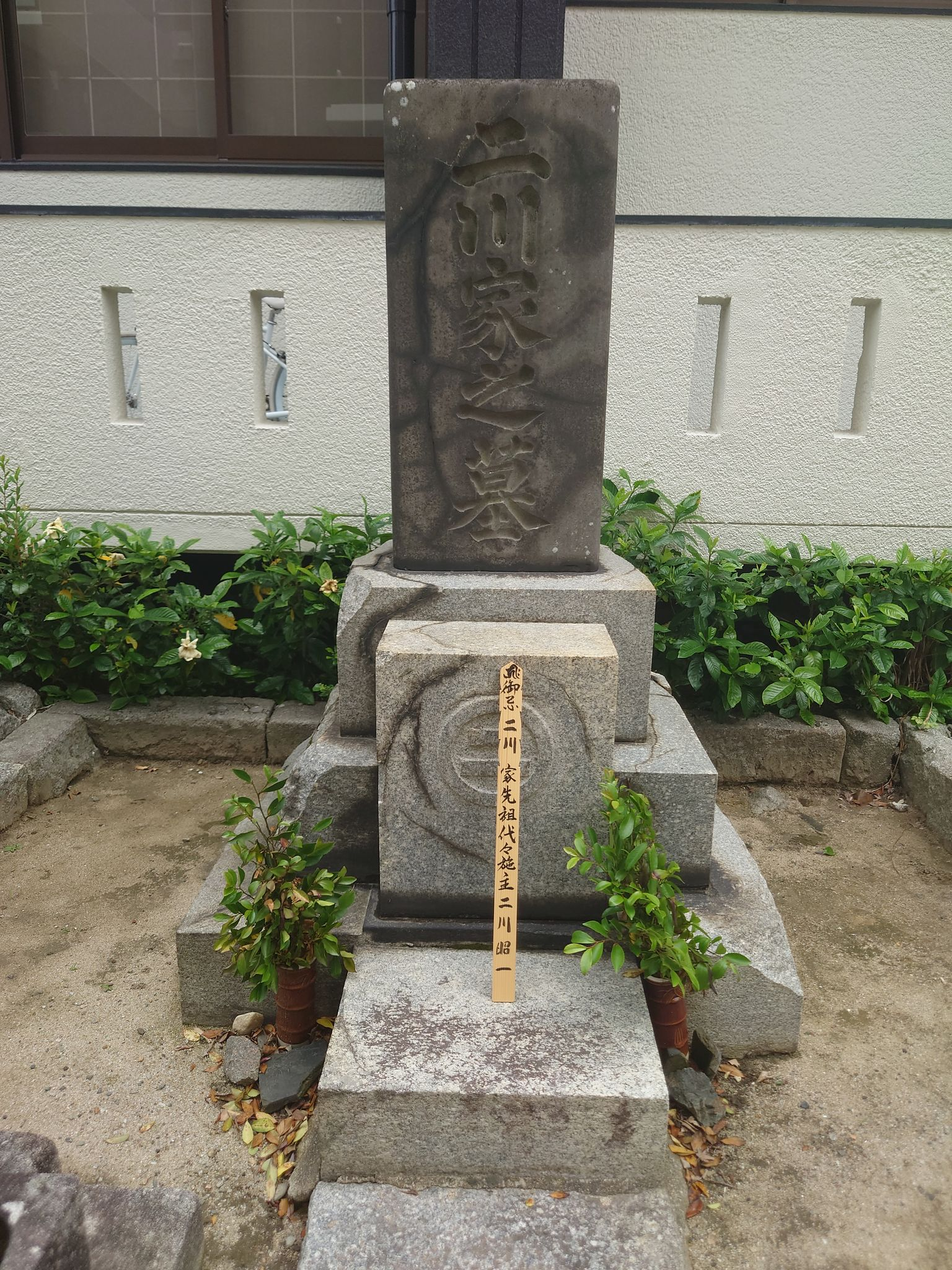
二川家の墓。国学者二川相近、書家・歌人の二川玉篠が埋葬されている。（福岡県福岡市圓應寺（円応寺））

二川玉篠は貝原東軒、野村望東尼、高場乱、亀井少琹らとともに「筑前五女」と称されることがある。また、亀井小栞、原采蘋とあわせて「筑前三閨秀」とよばれる。

## 作品
福岡市博物館には玉篠の作品が伝わる。いずれも父相近が賛を寄せ、30歳以前の作品とされる。
- 「雪梅図[9]」- 紙本墨画、掛幅、95.2×30.0 cm [4]。
- 「梅図」- 紙本墨画、掛幅、114.8×28.0 cm[4]。
- 「雪梅図」- 紙本墨画、掛幅、94.0×30.5 cm[4]。
- 「竹図」- 紙本墨画、メクリ、27.5×18.6 cm[4]。
- 「菊図[9]」- 紙本墨画、掛幅、66.8×39.0 cm[4]

雪梅図について、パトリシア・フィスターは以下のように評した。
縦横に交差する梅の枝を爆発するような勢いで描いたこの絵は、抽象画に近い（後略）—『近世の女性画家たち—美術とジェンダー—』 
フィスターは、一方で書の修行の影響を受け、力強い筆の運びが印象的であると続け、他方で、この奔放さは絵の技法の指導を正式に受けていない玉篠の、性格や自由な家庭環境に由来するとしている。庄野は父が開明派であった影響を指摘した。

## 展覧会
- 2022年（平成4年）4月7日 – 同6月28日  「江戸後期筑前閨秀展 —亀井少栞、二川玉篠 —」
  - 財団法人 亀陽文庫能古博物館（主催）。福岡市、福岡市教育委具会（共催）、福岡県、福岡県教育委員会、西日本新聞社、NHK福岡放送局、テレビ西日本（後援）[11]

## 関連資料
本文の典拠ではないもの。
- 芳賀登 ほか監修「二川玉篠」『日本女性人名辞典』普及版、日本図書センター、1998年。